# Normas contables en Panamá
Las normas contables en Panamá son comúnmente llamados Principios o Normas de Contabilidad Generalmente Aceptados.  Son reglas usadas para preparar o asentar los registros contables y presentar en forma uniforme los estados financieros. A lo largo de la vida republicana de Panamá, se han emitido diversos documentos (códigos, leyes, decretos, resoluciones, etc.) adoptando normas contables tanto en el sector privado (corporaciones y en organizaciones sin fines de lucro) como en el sector público (gobierno central y empresas públicas).
La máxima autoridad en materia de normas contables en Panamá es la Junta Técnica de Contabilidad en el sector privado y la Contraloría General de la República en el sector público.   Sin embargo, en la legislación panameña existen normas específicas que otorgan a diversos entes reguladores en una industria en particular, la capacidad de establecer normas o prácticas contables distintas a los Principios de Contabilidad Generalmente Aceptados, como por ejemplo la Comisión Nacional de Valores, la Superintendencia de Bancos y la Superintendencia de Seguros y Reaseguros.
Legalmente desde el año 2005, las normas contables adoptadas en la República de Panamá son las Normas Internacionales de Información Financiera (NIIF). En el año 1998 se intentaron adoptar estas normas sin embargo fueron impugnadas ante la Corte Suprema de Justicia en el año 2000.
El sistema de normas contables en Panamá se divide en dos segmentos principales: el sector público y el sector privado, cada uno de los cuales tiene su propio conjunto de normas y reglamentaciones.
En el sector público, se utilizan las Normas de Contabilidad Gubernamental, que integran tanto la contabilidad financiera como la contabilidad presupuestaria. Estas normas proporcionan directrices para la gestión y presentación de las finanzas públicas y garantizan una rendición de cuentas y transparencia adecuadas en las operaciones gubernamentales. En 2014, Panamá adoptó las Normas Internacionales de Contabilidad del Sector Público (NICSP) con el objetivo de robustecer y modernizar su sistema de contabilidad gubernamental. Las NICSP son un conjunto de normas diseñadas para mejorar la calidad y la comparabilidad de la información financiera del sector público a nivel mundial.
Por otro lado, en el sector privado, inicialmente se utilizaban las Normas de Contabilidad Financiera de Panamá. Sin embargo, después de varios intentos por actualizar y mejorar el sistema contable, en 2005 Panamá adoptó las Normas Internacionales de Información Financiera (NIIF). Las NIIF son un conjunto de normas contables de alta calidad, comprensibles, aplicables a nivel global y basadas en principios que requieren transparencia, comparabilidad e inclusión de toda la información relevante en los informes financieros.
La adopción de estas normas internacionales tanto en el sector público como en el sector privado ha sido un paso importante para Panamá en la mejora de sus prácticas contables y en el fortalecimiento de su economía a nivel nacional e internacional.

## Historia de la contabilidad
Las normas contables en Panamá se remontan desde el inicio de la época republicana.

### 1903-1989
- En 1916 la Asamblea Nacional, con la ayuda de la comisión codificadora, promulgó la Ley 2 por el cual se aprobaba el Código de Comercio (CC).[15] Este Código de Comercio incluye artículos que describen las normas contables en Panamá, por ejemplo: indicando que el número y la clase de registros contables, así como la forma de llevarlos, quedan al arbitrio del comerciante, siempre y cuando se ajusten a las normas de contabilidad generalmente aceptadas en Panamá.[16]

- En el año 1935 se crea la Junta de Contabilidad[17] y se reglamenta la profesión contable en Panamá.

- En el año 1978 se crea la Junta Técnica de Contabilidad y se reglamenta aún más la profesión de Contador Público Autorizado.[4]

- En 1984 se promulgó el código de ética Profesional para los Contadores Públicos Autorizados, donde se abarcan temas como la independencia del contador con respecto a los clientes, la integridad y objetividad del contador, la competencia y las normas técnicas, la responsabilidad para con los clientes, la responsabilidad hacia la profesión, las prácticas frente al público y las sanciones al contador.[18] También en este año se reglamentó el registro de las asociaciones de contadores públicos autorizados y se creó el registro de normas de contabilidad financiera de la Junta Técnica de Contabilidad.

- En el año 1986 se crea la Comisión de Normas de Contabilidad Financiera (Nocofin). Esta comisión está constituida por las Asociaciones de Profesionales de la Contabilidad y emitió oficialmente las primeras Normas de Contabilidad Financiera en Panamá.

### 1990-1999
- En 1992 se declara oficial la norma de contabilidad n.º 2 sobre propiedades, planta y equipo. Curiosamente lleva el número dos, sin embargo fue la primera norma oficial adoptada por la Junta Técnica de Contabilidad.
- En 1994 se declaran oficiales las normas de contabilidad financiera n.º 3, 4, 5, 6, 7, 8, 9, 10 y 11.
- En 1996 se promulga una Ley que crea el Ente Regulador de los Servicios Públicos (ahora Autoridad de los Servicios Públicos) y se la atribuye entre sus funciones establecer normas contables a las empresas de servicios públicos de agua potable y alcantarillado sanitario, telecomunicaciones y electricidad.
- En 1997 se modifica el Código de Comercio y se estipula que los estados financieros serán preparados de acuerdo a las normas y principios de Contabilidad generalmente aceptados y de aplicación en la República de Panamá.[19]

- En 1998 la Junta Técnica de Contabilidad intentó adoptar las Normas Internacionales de Contabilidad (ahora Normas Internacionales de Información Financiera) por vía de una Resolución.[20][21] El ente regulador bancario, la Superintendencia de Bancos, adopta las Normas Internacionales de Contabilidad y los Principios de Contabilidad Generalmente Aceptados en los Estados Unidos de América para la presentación de los Estados Financieros en Panamá.[8] En este mismo año, la Dirección General de Ingresos publicó un instructivo como base para la aplicación de reglas de presentación de registros de contabilidad y estados financieros para todos los contribuyentes en Panamá.[22]

- En 1999 se crea la Ley de valores y se autoriza el uso de normas contables que prescriba la Comisión Nacional de Valores.[6] En ese mismo año el Ministerio de Comercio e Industrias decreta que las empresas financieras pueden elaborar sus estados financieros con Normas Internacionales de Contabilidad o Principios Contables Generalmente Aceptados en los Estados Unidos de América.[23] La Corte Suprema de Justicia suspendió provisionalmente en agosto, los efectos de la resolución de adopción de las NICs emitida por la Junta Técnica de Contabilidad (JTC) del año 1998 por motivo de una demanda de ilegalidad, donde el demandante aducía que la Ley que creó a la JTC en 1978 no lo facultaba a expedir o adoptar reglamentos sino al Órgano Ejecutivo, por conducto del Ministerio de Comercio e Industrias.

### 2000-2009
- En el año 2000, la Corte Suprema de Justicia de Panamá declaró nula por ilegal la resolución que trató de adoptar las Normas Internacionales de Contabilidad en 1998.[13] En ese mismo año, la Junta Técnica de Contabilidad emite la resolución 3 de 30 de agosto por el cual ordenaba la inscripción de las normas internacionales de Contabilidad en el registro de normas de contabilidad financiera, sin embargo este acto administrativo también fue suspendido provisionalmente en el año 2001 y posteriormente fue declarado nulo por ilegal en junio de 2003.
- En el 2005, a través de una Ley, se adoptan como propias y de aplicación en la República de Panamá, las Normas Internacionales de Información Financiera (NIIF) emitidas y que emita el Consejo de Normas Internacionales de Contabilidad (IASB por su sigla en inglés), organismo independiente establecido para promulgar normas contables de aplicación mundial.[12]
- En el 2006, se promulga la ley que crea la Autoridad de los Servicios Públicos (antes Ente Regulador de los Servicios Públicos) y tiene como una de sus funciones y atribuciones establecer normas de contabilidad aplicables a los agentes regulados (empresas de servicios públicos de agua potable y alcantarillado sanitario, telecomunicaciones, electricidad, radio y televisión y distribución de gas natural).
- En el 2007, la Dirección General de Ingresos ordena mediante la resolución 201-454 la preparación las declaraciones de rentas para periodos que inician en el año 2007 sobre la base de Normas Internacionales de Información Financiera si facturan desde $1.000.001; en el 2008 desde $501.000 y en el 2009 desde $251.000. En ese mismo año, la Superintendencia de Bancos de Panamá emite una resolución donde ratifica que las normas prudenciales de la Superintendencia privan sobre cualquier otra norma contable, por ejemplo NIIF.
- En el 2008, la Dirección General de Ingresos ordena la publicación de las Normas Internacionales de Información Financiera.[24]

### 2020-2023
- En el año 2020 la Corte Suprema de Justicia falló que no es inconstitucional el artículo 74 de la Ley 6 de 2005 por el cual se adoptaban las Normas Internacionales de Información Financiera. El demandante argumentaba que se le otorgaban funciones a la Junta Técnica de Contabilidad de poder expedir o modificar leyes, sino que la función atribuida es la de verificar y adecuar las normas contables que ya han sido adoptadas por la Asamblea Nacional como lo son las Normas Internacionales de Información Financiera.[25]

## Junta Técnica de Contabilidad
La primera Junta de Contabilidad reconoció como Contador Público Autorizado (CPA) a aquellos contadores (jefes de contabilidad o contadores públicos) nombrados para la Primera Junta de Contabilidad. Esta Junta tenía responsabilidades administrativas, como certificar a los contadores públicos autorizados y también era el ente sancionador de infracciones específicas.
Entre las funciones de la Junta Técnica de Contabilidad están:
- Velar por el cumplimiento de la Ley
- Vigilar el ejercicio profesional
- Procurar la expedición de leyes, reglamentos y sus reformas
- Expedir licencias de idoneidad profesional
- Registrar las asociaciones profesionales
- Investigar las denuncias formuladas contra los contadores públicos Autorizados
- Suspender temporal o indefinidamente o cancelar las licencias de idoneidad profesional

Los integrantes de la Junta Técnica de Contabilidad son siete (7) miembros principales así:
- El Director General de Comercio del Ministerio de Comercio e Industrias (presidente de la Junta)
- Dos profesores de Contabilidad, quienes deberán ser Contadores Públicos Autorizados, uno de la Universidad de Panamá y otro de la Universidad Santa María La Antigua
- Cuatro Contadores Públicos Autorizados activos propuestos por las asociaciones profesionales de la Contabilidad más representativas, debidamente registradas ante la Junta Técnica de Contabilidad.

### Miembros de la Junta
| Entidad representada                                            | Nombre del Miembro   | Nombre del Miembro    |
| Entidad representada                                            | 2004                 | 2009                  |
| Ministerio de Comercio e Industrias                             | Itzel M. Lombardo C. | Jovana Aponte Atencio |
| Universidad de Panamá                                           | Anael Carrasquilla   | Anael Carrasquilla    |
| Universidad Católica Santa María La Antigua                     | Juan A. Collado      | Juan A. Collado       |
| Asociación de Contadores Públicos Autorizados de Panamá         | Abel Vergara         | Alfredo Cuadra        |
| Asociación de Mujeres Contadoras Públicas Autorizadas de Panamá | Ana V. Corcio        | Pilar Herrera         |
| Colegio de Contadores Públicos Autorizados de Panamá            | Antonio Pereira      | Carlos Karamañitis    |
| Movimiento de Contadores Públicos Independientes                | Osvaldo Samaniego    | Luis Chen González    |

## Comisión de Normas de Contabilidad Financiera
La responsabilidad principal de la comisión es la de adoptar normas de contabilidad financiera en Panamá, los cuales irán registrándose de tiempo en tiempo por la Junta Técnica de Contabilidad a fin de oficializarlas. La Comisión observa que los principios de contabilidad generalmente aceptados conlleven a Estados Financieros que revelen una situación económica y financiera razonable que se desea conocer.
Se facultó a la Comisión de Normas de Contabilidad Financiera, para que recomendara las acciones reglamentarias que se requirieran, aplicables a las Normas Internacionales de Contabilidad y las Normas o Guías Internacionales de Auditoría emitidas por los organismos internacionales.
A pesar que en el año 2005 se adoptaron las Normas Internacionales de Información Financiera, las Normas de Contabilidad Financiera emitidas por la Comisión no han sido suspendidas del registro oficial creado por la Junta Técnica de Contabilidad.  Antes que fueran adoptadas las NIIFs en Panamá, éstas eran usadas en forma supletoria cuando existían vacíos en una Nocofin o cuando no existía una Nocofin en particular.

## Contraloría General de la República
Las Normas de Contabilidad Gubernamental son normas contables del sector público promulgadas por la Contraloría General de la República (CGR).
La CGR mediante Decreto n.º 234 (de 22 de diciembre de 1997) adoptó 27 normas de contabilidad gubernamental. De acuerdo a la Constitución Política de la República de Panamá, se señala que será función de la CGR establecer los métodos de contabilidad de las dependencias públicas, nacionales, provinciales, municipales, autónomas o semiautónomas y de las empresas estatales.

## Entes reguladores que han establecido normas o prácticas contables en Panamá
Con el objetivo de simplificar y mantener consistencia en la preparación y presentación de información financiera, los entes reguladores de diferentes industrias en Panamá y dentro de su competencia, han promulgado normas o prácticas para ser acogidas así:

### Comisión Nacional de Valores
Es el ente regulador del mercado de valores en Panamá. Prescribe la forma y el contenido de los estados financieros y demás información financiera de personas registradas en la comisión de valores. Al 6 de julio de 2009 existían 98 emisores registrados.   Un 5 % de los emisores registrados utilizan principios de contabilidad americanos (US GAAP), mientras que el 95 % de los emisores registrados utilizan Normas Internacionales de Información Financiera como base de presentación de sus Estados Financieros.

### Superintendencia de Bancos
Es el ente regulador de las industrias bancaria en Panamá. Le corresponde señalar los requisitos y normas técnicas de contabilidad para la presentación de los Estados Financieros de los bancos y demás información requerida sobre sus operaciones. En el año 2007, se emite la resolución general 001-2007 por el cual ratifica que las normas prudenciales de la Superintendencia privan sobre cualquier otra norma contable, por ejemplo NIIF.

### Superintendencia de Seguros y Reaseguros
La legislación que crea la Superintendencia de Seguros y Reaseguros en Panamá regula que las compañías de seguros llevarán su contabilidad localmente y presentarán sus estados financieros con base a prácticas contables que reflejen apropiadamente la solvencia de la compañía, y los resultados en cada ramo de seguros, separadamente. La Ley regula que la Superintendencia señalará, por medio de resoluciones, los límites y lineamientos de
contabilidad necesarios para cumplir con estas disposiciones.

## Asociaciones profesionales de la Contabilidad más representativas en Panamá
- Asociación de Mujeres Contadoras Públicas Autorizadas de Panamá
- Asociación de Contadores Públicos Autorizados de Panamá
- Colegio de Contadores Públicos Autorizados de Panamá
- Movimiento de Contadores Públicos Autorizados de Panamá

## Firmas de contabilidad y auditoría en Panamá
Las principales firmas que auditan entidades reguladas bajo la comisión (2007-2013) son:
- PricewaterhouseCoopers
- Garzón & Asociados
- Deloitte
- KPMG
- Ernst & Young
- BDO, Bustamante y Bustamante
- Moore & Stephens
- Grant Thornton Panama
- Outsourcing Solutions de Panamá
- Sánchez y Paolini, Contadores y Abogados en Panamá

### Portales
- nicsenpanama.150m.com: tiene el propósito de informar a la comunidad panameña e internacional acerca de la situación de las Normas Internacionales de Información Financiera (NIIF, anteriormente Normas Internacionales de Contabilidad) en Panamá...

- Datos: Q6045065